# Championnats panaméricains de cyclo-cross 2017
Navigation
Édition précédente Édition suivante
Les Championnats panaméricains de cyclo-cross 2017 se déroulent le 5 novembre 2017, à Louisville aux États-Unis dans le Kentucky.

## Résultats

### Hommes
| Épreuves        | Or                       | Argent          | Bronze              |
| --------------- | ------------------------ | --------------- | ------------------- |
| Élites          | Stephen Hyde             | Tobin Ortenblad | Michael van den Ham |
| Moins de 23 ans | Gage Hecht               | Eric Brunner    | Cooper Willsey      |
| Juniors         | Benjamin Gomez-Villafañe | Lane Maher      | Alex Morton         |

### Femmes
| Épreuves        | Or                | Argent          | Bronze                   |
| --------------- | ----------------- | --------------- | ------------------------ |
| Élites          | Katherine Compton | Kaitlin Keough  | Christel Ferrier-Bruneau |
| Moins de 23 ans | Emma White        | Clara Honsinger | Katie Clouse             |

## Tableau des médailles
| Rang  | Nation     | Or | Argent | Bronze | Total |
| ----- | ---------- | -- | ------ | ------ | ----- |
| 1     | États-Unis | 5  | 5      | 3      | 13    |
| 2     | Canada     | 0  | 0      | 2      | 2     |
| Total | Total      | 5  | 5      | 5      | 15    |